# Epimactis albipunctella
Epimactis albipunctella är en fjärilsart som beskrevs av Pierre E.L. Viette 1968. Epimactis albipunctella ingår i släktet Epimactis och familjen Lecithoceridae. Inga underarter finns listade i Catalogue of Life.